# 黒川弘務
黒川 弘務（くろかわ ひろむ、1957年2月8日 - ）は、日本の弁護士（第一東京弁護士会）、元検察官、元法務官僚。法務省大臣官房長や、法務事務次官、東京高等検察庁検事長を歴任した。退官後の2021年、賭博罪で東京地方検察庁特捜部から略式起訴を受けた。

## 来歴
東京都出身。早稲田高等学校を経て、1981年 東京大学法学部第1類（私法コース）卒業。司法修習35期。1983年 検事任官、東京地方検察庁検事。新潟地方検察庁、名古屋地方検察庁、青森地方検察庁等の地方検察庁に勤務。のち法務省に異動、司法制度改革で中枢的な役割を担った。
2001年12月 法務省大臣官房司法法制部司法法制課長、2005年1月 刑事局総務課長、2006年7月 大臣官房秘書課長、2008年1月 大臣官房審議官、2010年8月松山地方検察庁検事正。2010年10月大臣官房付に異動、検察の在り方検討会議事務局を担当した。
2011年8月 大臣官房長。2016年9月5日 法務事務次官。2019年1月18日 東京高等検察庁検事長。2020年5月22日 東京高等検察庁検事長を辞任した。2021年黒川経営管理コンサルティング代表社員。
2024年11月1日付で弁護士登録。所属は第一第一東京弁護士会。
法曹会においては、2005年から2006年は刑事法調査委員会の委員、2006年から2007年は『法曹』編集委員、2016年以降に評議員を務めた。

## 人物
- 趣味は、犬の散歩と麻雀。
- 小泉純一郎内閣の下で推し進められた司法制度改革では、文部科学省の合田隆史や同改革の一環として誕生した日本司法支援センター（法テラス）初の法曹資格を持たない理事長（第5代）に就任した板東久美子（元文部科学審議官）[15]とともに司法制度改革の実務を担った[16]。

## 論争

### 定年延長問題
黒川は任官中に一般財団法人法曹会の評議員を兼ねたことがあった（2016年 -）。検事長の定年は63歳であり、黒川は誕生日前日の2020年2月7日に退官する予定であった。しかしながら、2020年1月31日の閣議で定年後も半年間勤務延長されることが決定され、法務大臣の森雅子からは「検察庁の業務遂行の必要性に基づき引き続き勤務させる」との説明がなされた。
立憲民主党の枝野幸男代表は、「安倍政権の意に沿い、法務行政を牛耳ってきたと」と黒川弘務を批判し、定年延長について「違法、脱法行為だ」と主張した。
背景としては、検事総長は約2年で退官となる慣例から稲田伸夫検事総長が慣例通り2020年8月までに勇退すれば、半年の定年延長によって黒川を後任に充てる人事が可能になることが指摘されている。一方、黒川弘務の定年延長という形を取らなくても、検事総長は現役の検察官から起用しなければならないという法律はないことから、定年延長せずに2020年2月にいったん定年退官してから同年8月に検事総長という道もあったという指摘もある。

#### 国家公務員法の検察官への適用
森法務大臣は「一般法の国家公務員法が適用される」として違法ではないと主張し、必要性については「管内で遂行している重大かつ複雑・困難事件の捜査、公判に対応するため」と説明した。
政府は定年延長を含む国家公務員法改正の審議の中で「検察官に国家公務員法の定年延長は適用されない」と答弁し。衆参で可決しており、今回の政府説明との整合性が問題となった。
定年を延長した根拠について、安倍晋三は2020年2月13日の衆議院本会議で「検察官の勤務（定年）延長に国家公務員法の規定が適用されると解釈することとした」と答弁し、国家公務員法の解釈を変更したと発言した。2月12日の衆議院予算委員会において松尾恵美子人事院給与局長は、国家公務員法の延長規定が検察官には適用外とした1981年の政府答弁について「現在まで同じ解釈を続けている」と述べたが、19日の同委員会において「現在まで」の部分を「1月22日に法務省から相談があるまでは」と変更する答弁修正を行った。また、解釈を変更時に決裁文書を作成せず口頭で決裁したことが判明した。口頭決裁の経緯につき一宮なほみ人事院総裁は、衆議院予算委員会において、辻裕教法務事務次官との間で直接文書のやり取りがあったことを明らかにした。3月6日の参議院予算委員会では、社民党の福島瑞穂が定年延長の理由や過程について質問したのに対し、森雅子は「個別の人事プロセスについてはお答えを差し控える」と繰り返し、詳しい説明を拒んだ。
なお政府が黒川の定年延長を閣議決定する15日以上前に作成された法務省の内部文書では『国家公務員法では「職務の特殊性」や「職務遂行上の特別な事情が認められる場合」に定年延長が認められているが、同様の事情は検察官にも「等しく妥当」』『そもそも、検察官の定年制度は「適正な新陳代謝の促進等により能率的な公務の運営を図る」という国家公務員法の定年制度の趣旨と「差異はない」『検察庁法では定年の「延長」に関する規定がないことも踏まえ、国家公務員法の定年延長制度は検察官にも適用可能』とする法解釈を整理していた。

#### 法務省との関係
当時の内閣官房長官菅義偉は記者会見で「法務省から閣議要請の請議があり決定した」とし、内閣総理大臣の安倍晋三も「法務省として人事を決定した」とした。
安倍は5月15日に、櫻井よしこのインターネット番組に出演し、「定年延長は法務省が提案した話であり、官邸側はこれを了承したに過ぎない」と発言した。また菅官房長官は5月19日の記者会見で、検察庁法の解釈変更に関して「検察官の人事制度に関わることであり、（国民や国会への）周知の必要はなかったと考える」と答弁した。

#### 批判
5月13日、岡口基一仙台高裁判事はKBS京都のラジオ番組に電話で出演し、黒川弘務東京高検検事長の定年延長について法相が従来の法解釈の変更手続きを文書ではなく口頭で決裁したと説明したことに「あり得ない。まともな法治国家とは言えない」と述べている。
後述する国家公務員法改正において、2019年10月時点で固まっていた改正案には検察官を政府の判断で延長できる特例は入っていなかったが、黒川の延長が閣議決定された1月末になって同時期に盛り込まれた。この不自然さも、野党が「後付けで正当化する狙いでは」と批判する点になっている。
2020年6月1日、前記閣議決定の際に、法務省、人事院、内閣法制局が提出した資料として開示された文書は閣議決定後に作成された可能性が高く、閣議決定後の文書は不存在であるとした不開示決定の理由も偽りの可能性が高いとして、決定の取消しを求める訴えが、政治資金オンブズマンの上脇博之教授により提起された。2023年12月1日に、法務省元事務次官への証人尋問が行われた。2024年6月27日、大阪地裁は、黒川の定年間際に急遽、法解釈が変更されたことなどから、変更理由は「黒川氏の定年延長が目的だ」と結論づけ、不開示決定の一部を取り消した。国が控訴を断念してこの判決が確定した。国は該当の文書自体は上脇の別の請求に対して開示済みのため、判決が確定しても問題ないと判断した。

### 国家公務員法改正案提出問題
検察官の定年を現行の63歳から65歳まで段階的に引き上げ、幹部の定年は政府が認めれば最長3年まで延長できるようにする検察庁法改正案が2020年3月13日に国会に提出された。

#### 批判の拡がり
検察は行政府の一部でありながら、ロッキード事件のように首相経験者でさえ逮捕、起訴できるため、政治的に独立性、中立性が強く求められる役職であることから、その身分や定年は国家公務員法ではなく検察庁法で定められてきた。同じような配慮から、戦後の日本では内閣が任命権を持ちながらも、検察側が決めた人事案を尊重する慣例が続いてきた。だが、法改正すれば政治家の疑惑を追及した検察官の定年を延長せず、捜査しなかったり、不起訴にしたりした検察官の延長を認める忖度も可能になる。
このため、5月9日以降にTwitterにおいて芸能人らを含めて「＃検察庁法改正案に抗議します」とのツイートが急速に拡大し、それに関連して黒川弘務の定年延長の問題及び「政権に近い」とされる黒川が次期検事総長に起用される可能性について注目された。

#### 批判を否定する意見
ただし、法案が成立した場合でも、施行日は2022年4月1日で黒川弘務は施行時の2ヶ月前に検事総長の定年65歳を超えており、65歳時点では同法改正案の定年延長規定を直接適用することはできないことが報じられた。
さらにはIR汚職事件では東京高検検事長として秋元司自民党参議院議員の逮捕・起訴を指揮しており、黒川弘務が「政権と近い」という論拠も曖昧であるとも報じられている。

#### 否定への反論
一方で大阪日日新聞編集長の相澤冬樹は同法改正案の内容に「ただし内閣が必要と認めた場合、役職を続けることができる。」というものがあるとしている。
法務省も、黒川弘務は検察庁法改正で、検事総長を務めた上で定年65歳の段階で国家公務員法の規定を準用した場合は68歳まで検事総長を務めることができる、と述べた。
また、野党は法案制定時に政府が答弁した法解釈を後年、変更するという2020年1月31日決定の黒川への脱法的人事を事後的に正当化しようとしている、と主張した。

## 不祥事

### 知人との賭け麻雀報道と検事長辞任
2020年5月20日、新型コロナウイルス感染症流行拡大に伴う緊急事態宣言が出されている期間中、黒川弘務が同月1日から2日、および13日にかけて東京都内の知人の産経新聞記者の自宅を訪問し、産経新聞社の記者2人と朝日新聞社の元検察担当記者の社員とともに賭け麻雀をしていた疑いがあると『週刊文春』が報じた。この件を報じた『週刊文春』2020年5月28日号は、実売部数35万9560部とこの年上半期の同誌の売上で3位を記録した。
これについて朝日新聞社は、東京本社に勤務する50代の男性社員が黒川弘務との麻雀に参加していたことを認め、謝罪した。一方、産経新聞社は「取材源の秘匿は報道機関にとって重い責務だと考えており」文春側に対して「取材に関することにはお答えしておりません」と回答していたが、その後の社内調査で所属記者が数年前から複数回にわたり賭け麻雀をしたことを認め、謝罪した。
黒川弘務の報道に対して、与野党から批判が相次ぎ、石田祝稔公明党幹事長は「事実であれば職務を続けられる話ではない」、立憲民主党の安住淳国会対策委員長は「組織のリーダーとして失格と言わざるを得ない。直ちに辞任すべきだ」などと黒川の進退を問う声が上がった。菅義偉内閣官房長官は会見で「事実関係については詳細を承知しておらずコメントは差し控えたい。法務省が適切に対応する」と述べた。
同日、法務省は黒川弘務に対する聞き取り調査を行い、黒川は賭け麻雀をしたことを認め、辞意を示した。法務大臣の森雅子は官邸に調査内容を報告し、政府は黒川の進退について検討することとなった。
5月21日、森は黒川を訓告処分としたうえで、黒川が安倍晋三に辞表を提出したことを公表した。これを受けて翌22日の閣議で黒川の検事長辞職が承認された。
人事院が定める懲戒処分の指針においては、常習ではない単純賭博をした国家公務員は「減給」または「戒告」を標準的な処分とし、さらに「非違行為を行った職員が管理又は監督の地位にあるなどその職責が特に高いとき」「非違行為の公務内外に及ぼす影響が特に大きいとき」については標準例より重い処分とすることが考えられるとも掲げた上で、最終的な処分の決定は諸事情を総合的に考慮した上行うと定めているが、東京高検検事長という検察組織第3位の職位にあった黒川弘務の処分は標準例よりも軽い「訓告」となった。
黒川の「訓告」処分に関して、安倍晋三と森雅子の間で説明が大きく異なっている。法務大臣の森雅子は、内閣と法務省が処分内容を実質的に決めたと説明したが、安倍晋三首相は「検事総長が適切に処分を行った」と強調した。さらに、法務省側は懲戒処分が相当だと判断していたが、官邸側が懲戒にしないと結論づけ、結果的に黒川弘務の処分は「訓告」となった。
2020年6月11日の参議院予算委員会で、小西洋之が黒川弘務の処分が減給や戒告ではなくより軽い訓告の処分と決めた理由を尋ねたのに対し、森雅子は「総合的に考慮して決めた」という答弁を繰り返した。
6月4日、法務省の刑事局長は黒川弘務が退職したことによって「事件の捜査に特段の支障は生じない」と答弁した。そのため、「黒川の退職で捜査に重大な障害が生じる」として定年延長を決めた根拠が疑わしいものとなった。
また、これに対しての抗議として、検察庁前テンピン麻雀大会「黒川杯」も開催された。
6月19日の閣議後会見で森雅子は黒川の退職金について「本日中には支払われる」と明らかにした。金額は「プライバシーに関わる」と明かさなかったが、黒川と同じように勤続37年で東京高検検事長を自己都合で退職した場合、定年退官よりもやや減額され、約5900万円になるという。「訓告」処分に留まり退職金が大きく減ることはなくなったため、先の国会で「対応が甘い」と批判されていた。
7月10日、東京地検は黒川について娯楽の延長に過ぎない、かつ退職していることを理由として不起訴処分としたことを発表。常習賭博罪は成立しないと判断し、単純賭博罪について起訴猶予とした。
東京地方裁判所東京第六検察審査会は賭博罪で「起訴相当」と議決した（12月8日付）。
2021年3月18日、東京地方検察庁特別捜査部が黒川弘務を単純賭博罪で東京簡易裁判所に略式起訴した。一方、「不起訴不当」とされた産経新聞記者2人及び朝日新聞元記者1人は、再び起訴猶予となった。
臨時記者会見を開いた山元裕史東京地検次席検事からは、検察審査会の議決を受け、元検事長の立場や新聞記者らとの関係性などを考慮して判断したとの説明がなされた。
週刊文春は今回の略式起訴に至った点について、黒川は今後いわゆるヤメ検に転身する可能性を指摘。禁錮以上の刑が確定すれば弁護士資格は剥奪されるが、罰金刑で済めば正式な裁判が開かれず、弁護士としての活動も可能であり、これらの事情を踏まえて地検と黒川側で「落とし所」を探った結果、今回の略式起訴となったと見られるとしている。
検察側は罰金10万円を求刑したが、2021年3月25日付で東京簡易裁判所は黒川に対して求刑を上回る罰金20万円の略式命令を出し、その後納付された。

## 著作
- 黒川弘務・坂田吉郎・髙木佳子著『Q&A弁護士法人法』商事法務研究会、2002年3月
- 黒川弘務・坂田吉郎著『わかりやすい弁護士法人制度』有斐閣、2002年5月
- 黒川弘務・石山宏樹著『実務サービサー法225問』商事法務研究会、2011年3月
- 黒川弘務著『逐条解説 サービサー法[四訂版]』金融財政事情研究会、2012年5月